# Piersigiidae
Piersigiidae (лат.) — семейство тромбидиформных водяных клещей из надсемейства Eylaoidea (Parasitengona, Prostigmata). Известно 4 рода и около 10 видов. 

## Описание
Микроскопического размера уплощённые клещи (1—2 мм). Фронтальный склерит крупный, включает две пары гландуляриев. Продорсальная пластина примерно такой же длины, как и ширина и несёт 4 пары щетинок; генитальные ацетабулы расположены на ацетабулярных пластинах. Гнатосома имаго с нехелатными пальпами; голени длиннее genua. Хелицеры 2-сегментные.
Виды Piersigia (Piersigiinae) обитают в основном во временных водоёмах и источниках в умеренной Евразии и Северной Америке, а Austrapiersigia montana Smit был собран из интерстициальной воды в Австралии. Необычный вид Piersigia crusta Mitchell обитает в интерстициальных местообитаниях в центральной части США и впервые был собран из стока черепичных дренажей в Иллинойсе. Имаго Piersigia относительно хорошо склеротизированы по сравнению с другими эйлаоидными клещами, а личинки являются субэлитральными паразитами жуков-вололюбов (Hydrophilidae, Coleoptera). Подсемейство Stygolimnocharinae включает только два вида Stygolimnochares, известных из гипорейных интерстициальных местообитаний в Индии и Австралии, и Parawandesia chappuisi Angelier из аналогичных ситуаций в Южной Европе. Взрослые особи этих родов мягкотелые и вермиформные.
Встречаются в ручьях и водоёмах Европы, Северной Америки, Индии и Австралии. Известные личинки являются паразитами водных жуков. Австралийская фауна включает только два рода с одним видом в каждом, которые были собраны в межтрубных водах пресноводных ручьёв, но об их биологии больше ничего не известно.

## Систематика
Включает 4 рода и около 10 видов.
Семейство было впервые выделено в 1902 году нидерландским зоологом Антоном Корнелием Аудеманом в ранге подсемейства под названием Piersigiinae в составе Hydrachnidae и названо по типовому роду Piersigia (который назван биологом A.Protz из Кёнигсберга в честь немецкого акаролога Gustav Richard Piersig).
- Austrapiersigia Smit, 1998 (Австралия)
  - Austrapiersigia montana Smit, 1998[10]
- Parawandesia Angelier, 1951
  - Parawandesia chappuisi Angelier, 1951
- Piersigia Protz, 1896[7] (Северная Америка и Европа)
  - Piersigia americana Habeeb, 1954
  - Piersigia crusta Mitchell, 1955
  - Piersigia intermedia Williamson, 1912
  - Piersigia koenikei Viets, 1909
  - Piersigia limophila Protz, 1896
  - Piersigia lomnophila Protz
- Stygolimnochares Cook, 1967 (=Stylolimnochares Cook, 1967)
  - Stygolimnochares australica Cook, 1986[11]
  - Stygolimnochares elongata Cook, 1967[12]

## Распространение
Европа, Северная Америка, Индия и Австралия.